# Soho House
Soho House – budynek w Handsworth w Birmingham, dom Matthew Boultona, miejsce spotkań Lunar Society, obecnie muzeum.
Dom jest położony w odległości ok. 2 mil od centrum miasta, w pobliżu Soho Road, przy Soho Avenue. Od 1766 był siedzibą Matthew Boultona, z której zarządzał swoimi okolicznymi dobrami, w tym przede wszystkim Soho Manufactory i Soho Mint.
Od 1995 jest tu muzeum upamiętniające życie Boultona i Lunar Society. Jest ono zarządzane przez Birmingham Museums Trust. Stanowi część Birmingham Museum and Art Gallery, wstęp jest płatny. Soho House jest wpisany na listed buildings, tzn. budynków o szczególnym znaczeniu historycznym w Wielkiej Brytanii.